# Darkman (pel·lícula)
Darkman és una pel·lícula de superherois estatunidenca de 1990 dirigida i coescrita per Sam Raimi a partir d'un conte que ell mateix va escriure per a retre homenatge a les pel·lícules de terror d'Universal Studios dels anys 1930. La pel·lícula és protagonitzada per Liam Neeson com el científic Peyton Westlake que és brutalment atacat, desfigurat i deixat per mort pel despietat mafiós Robert Durant (Larry Drake) després que la seva xicota, l'advocada Julie Hastings (Frances McDormand), s'enfronti amb el corrupte Louis Strack Jr. (Colin Friels). Quan un tractament per a curar-lo de les seves cremades fracassa, Westlake desenvolupa habilitats sobrehumanes, que també tenen l'efecte secundari no desitjat de fer-lo mentalment inestable i psicòtic límit. Consumit per la venjança decideix caçar els que el van desfigurar.
Incapaç d'aconseguir els drets de The Shadow, Raimi va decidir crear el seu propi superheroi i va arribar a un acord amb Universal Studios per a fer la seva primera pel·lícula. Va estar produïda per Robert Tapert, i va ser guionitzada per Raimi, el seu germà Ivan Raimi, Chuck Pfarrer i els germans Daniel i Joshua Goldin.
Darkman va ser la primera pel·lícula d'acció de Neeson en el paper principal i va rebre valoracions generalment positives per part de la crítica i va tenir cert èxit comercial, amb una recaptació de 48 milions de dòlars, per sobre del seu pressupost de 14 milions de dòlars. Aquest èxit financer va generar dues seqüeles directes en format vídeo: Darkman II: The Return of Durant (1995) i Darkman III: Die Darkman Die (1996), així com còmics, videojocs i ninots. Això no obstant, Neeson no va repetir el seu paper en les seqüeles.

## Argument
El Dr. Peyton Westlake està desenvolupant un nou tipus de pell sintètica per ajudar a les víctimes de cremades però no pot superar un defecte que fa que la pell es desintegri ràpidament després de 99 minuts. La seva xicota, l'advocada Julie Hastings, descobreix un document incriminant que demostra que el programador Louis Strack Jr. ha estat subornant membres de la comissió de zonificació. Quan s'enfronta a Strack, ell confessa, mostrant a Julie que planeja dissenyar una ciutat totalment nova creant un nombre substancial de nous llocs de treball i adverteix a Julie que el cap del crim de la ciutat, Robert G. Durant, també vol el document.
A més dels intèrprets principals, el director John Landis fa un cameo com a personal de l'hospital, Jenny Agutter interpreta la doctora que tracta les cremades de Westlake i Neal McDonough, William Lustig, Scott Spiegel i Stuart Cornfeld fan de treballadors portuaris. També Joel i Ethan Coen apareixen a la pel·lícula com a conductor i passatger d'un Oldsmobile.

## Producció
La idea de Darkman es va desenvolupar a partir d'un conte que Raimi havia escrit sobre un home que podia canviar-li la cara. La història es va inspirar en elements de The Phantom of the Opera, L'home elefant i The Shadow. Raimi també es va inspirar en les pel·lícules de terror d'Universal Studios dels anys 1930 i 1940 perquè «em van fer témer l'horrible naturalesa de l'heroi i al mateix temps m'hi sentia atret. Vaig recuperar a aquesta idea de l'home que és noble i es converteix en un monstre». Originalment va escriure una història curta de 30 pàgines, titulada The Darkman, que després es va convertir en una escaleta de 40 pàgines. En aquest punt, segons Raimi, «es va convertir en la història d'un home que havia perdut la cara i havia d'adoptar altres cares, un home que lluitava contra els criminals utilitzant aquest poder». També es va convertir en una història d'amor tràgica en la tradició d'El geperut de Notre-Dame.
Com Raimi més hi treballava, Darkman més es convertia en una figura que lluita contra el crim com Batman, «un home sense superpoders que, aquí, és una cosa horrible que lluita contra el crim. A mesura que es va convertir en aquella cosa horrible es va semblar més al fantasma de l'òpera, la criatura que vol la dona però que era massa bèstia per tenir-la». Sam Raimi va escriure el primer esborrany i després el germà Ivan Raimi, metge de professió, va escriure els esborranys del dos al quatre amb ell, assegurant-se que els aspectes mèdics i els elements científics fossin tan autèntics com fos possible atesa la naturalesa de la història.
Raimi va voler emfatitzar l'arc de Peyton/Darkman al llarg de la pel·lícula: «vaig decidir explorar l'ànima d'un home, al principi un home simpàtic i sincer, al mig un home venjatiu que comet actes odiosos contra els seus enemics i, al final, un home ple d'autoodi pel que s'ha convertit que a la nit ha d'anar a la deriva en un món al marge de tots els que coneix i de totes les coses que estima».
Treballar amb Universal Studios va suposar un important augment pressupostari per a Raimi, fet que li va permetre dissenyar i construir un laboratori per a Darkman i permetre's helicòpters i dobles professionals per a filmar la persecució per la ciutat. Finalment se li va concedir 14 milions de dòlars, un calendari més llarg i molts més efectes. El dissenyador de producció, Randy Ser, va afirmar: «si mireu el laboratori de Darkman on s'instal·la, que és un antic magatzem, el que tenia al cap era el doctor Frankenstein i tota una sèrie de referències visuals en les què estàvem pensant».
McDormand i Neeson van treballar estretament en els assajos, reescrivint les tres escenes d'amor que fan junts després que es convertís en Darkman. La pel·lícula es va rodar a Los Angeles i Toronto, començant el 19 d'abril i acabant el 10 d'agost de 1989. Neeson va treballar amb un maquillatge protèsic de deu peces, de vegades durant 18 hores i li va agradar «la idea de treballar darrere d'una màscara davant de la càmera i explorar les possibilitats que això implicava». Ell i el dissenyador d'efectes de maquillatge, Tony Gardner, van fer proves amb coles específiques, escumes i recobriments d'embenats. També van cronometrar amb quina rapidesa podien aplicar el maquillatge protèsic i posar-se la disfressa. Neeson va treballar amb el dissenyador de vestuari en el seu vestit, incloent aspectes com la capa. La part més difícil per a l'actor va ser parlar amb dents postisses i va acabar fent «molt de treball amb la veu perquè les dents no es moguessin gens».
Publicada el 17 d'agost de 1990, la banda sonora de Darkman va ser composta per Danny Elfman, que anteriorment havia escrit la música de Batman de Tim Burton el 1989. El gener de 2020 La-La Land Records va publicar un àlbum de banda sonora ampliada amb més de 30 minuts de música inèdita.
Darkman ha estat objecte de dues sèries de Marvel Comics (una adaptació cinematogràfica i una seqüela original), nombroses novel·les i un videojoc publicat per Ocean Software, Darkman (1991). Juntament amb l'estrena al cine el 1990, Jove Books va publicar l'adaptació de la novel·la escrita per Randall Boyll. El 1994, Boyll va tornar per ampliar les aventures de Darkman en una minisèrie de quatre novel·les amb Over Pocket Books, The Hangman, The Price of Fear, The Gods of Hell i In the Face of Death, que desenvolupen encara més el personatge de Darkman i tracta la seva nova existència com a individu marginat amb la capacitat d'ajudar els altres.